# یواس‌اس تاکر (دی‌دی-۵۷)
یواس‌اس تاکر (دی‌دی-۵۷) (به انگلیسی: USS Tucker (DD-57)) یک کشتی بود که طول آن ۳۱۵ فوت ۳ اینچ (۹۶٫۰۹ متر) بود. این کشتی در سال ۱۹۱۵ ساخته شد.